# T75 (пістолет)
Пістолет Т75 (кит.: T75手槍) виробляється 205-м арсеналом Міністерства національної оборони Тайваню.
T75 заснований на італійському Beretta 92.
Т75 перебуває на озброєнні військової поліції Республіки Китай.
T75K3 має полігональну нарізку, розроблену в Національному університеті оборони, яка покращує як ресурс ствола, так і точність стрільби. У 2019 році армія Тайваню виділила 368,6 млн тайванських доларів на придбання 10 404 пістолетів T75K3 для заміни застарілих M1911A1.

## Варіації
- XT84
- T75K1
- T75K2
- T75K3